# A bunyó (Így jártam anyátokkal)
A bunyó az Így jártam anyátokkal című televízió-sorozat negyedik évadának tizedik epizódja. Eredetileg 2008. december 8-án vetítették, míg Magyarországon 2010. május 10-én.
Ebben az epizódban Doug, a MacLaren's Bar csaposa segítségül hívja a srácokat egy verekedéshez. Ted és Barney bár semmit nem csinálnak, mégis úgy tesznek, mintha részt vettek volna, és ennek következményei lesznek.

## Cselekmény
Doug Martin a MacLaren's bár csaposa, aki jóban van a bandával, és ott volt a legtöbb fontos eseménynél, ami ott történt. Most vadidegenek foglalták el a boxukat, Doug pedig, aki lojális a törzsvendégeihez, ki akarja rakni őket onnan, és ezért verekedést provokál. Ted, Barney és Marshall segítségét kéri. Marshall kijelenti, hogy nem vesz részt ebben, mert a bátyjaival otthon sokat verekedett, és szerinte semmi nemesség nincs ebben. A többiek erre kicsúfolják, mert úgy gondolják, az Eriksen-fiúk otthon csak játszadoztak. Ted benne van a bunyóban, mert még sosem verekedett, Barney pedig azért, mert le akarja nyűgözni Robint, aki szemlátomást a harcias férfiakat kedveli. De mire kiérnek, azt látják, hogy Doug egyedül elintézte mind a három ellenfelét.
A gond csak az, hogy Dougnak szemlátomást nem tűnt fel, hogy mindezt egyedül csinálta, és azt hiszi, Ted és Barney is segítettek neki. Barney meggyőzi Tedet, hogy hazudják azt, hogy ők is benne voltak, majd hogy hitelesebb legyen, behúz egyet magának és Tednek is. Doug nagyon feldobott hangulatba kerül, és ingyen italokat hoz nekik (Marshallnak nem), majd mindenkinek elmeséli, milyen hősiesek voltak, aminek hatására egy időre reflektorfénybe kerülnek. Marshall szerint továbbra sem volt ez helyes dolog, de kicikizik. Lily felajánlja neki, hogy jöjjön el az óvodába és mondja el a gyerekeknek, hogy nem szabad verekedni, de ott is kicsúfolják.
Kicsivel később Barney és Ted a bárban élvezik a népszerűséget, amikor ketten ismét elfoglalják a helyüket. Már megijednek, hogy tényleg verekedniük kell, de kiderül, hogy igazából egy végzést hoztak: a megvert fickók feljelentették őket. Mindketten Marshallhoz rohannak, aki elmondja nekik, hogy az egyetlen dolog, amit tehetnek, az az, hogy leleplezik magukat, és bevallják, hogy ők nem is vettek részt a bunyóban. Sikerül elsimítani a helyzetet, de most már Doug is tudja, hogy átverték. A bár melletti sikátorban várta őket. Barney elrohan, Marshall pedig meggyőzi Doug-ot, hogy látható: egyikük sem lett volna képes bunyózni. Doug megérti ezt, és elmondja, hogy az fáj csak neki, hogy nem tartották érte a hátukat. Amikor azonban megsérti Tedet azzal, hogy azt mondja neki: "nem csoda, hogy a menyasszonyod is elhagyott", Ted dühbe gurul, és megüti Doug-ot.
Mivel még sosem verekedett, Ted nem tudta, mennyire fog fájni az ökle az ütéstől, s ezután Doug kiütötte őt is. Ted megtanulta a leckét, és ezt elmesélte a gyerekeinek és Lily óvodásainak is: verekedni helytelen dolog. Amit azonban Ted kihagyott az ovisok előtt, az az, ami ezután történt. Marshall egy ütéssel kiütötte Doug-ot. Kiderült, hogy Marshall és a bátyái nem csak "picsipacsiztak" fiatalkorukban, hanem igazi véres és durva bunyókat rendeztek. Jövőbeli Ted levonja a tanulságot: senki ne akassza össze a bajszát Marshall-lal.
Az epizód legvégén egy korábbi kijelentésre utalással Marshall egy fénykarddal aprítja a pulykát Hálaadáskor, 3-5 évvel később, amikor ezt a technika már lehetővé teszi.

## Kontinuitás
- Mikor Jövőbeli Ted elmeséli, hogy Doug ott volt fontos pillanatoknál, látható, amikor azt a játékot játsszák, hogy "Ismered Tedet?" ("A kezdetek"), amikor Barney orrába felpattan a ceruza ("Csodák"), és amikor Barney fel akar szedni egy leszbikust ("Én szeretem New Jersey-t")
- Marshall "A szabadság édes íze" című részben még azt állította, hogy soha nem verekedett, a "Cukorfalat" című részben pedig szintén kimenti magát.
- Az esetek, amikor Ted "bunyóba" keveredett korábban: kardozott Marshallal ("A párbaj"), kiütötte Rick Garrido ("Nincs holnap"), játékosan ütögették egymást Öklössel ("Homokvárak a homokban").
- Az "Életem legjobb bálja" című részben Marshall megígérte Tednek, hogy kiáll mellette, ha bunyóba keveredne.
- Egy visszaemlékezős jelenetben Marshall és Ted ismét "szendvicset ettek", amely a marihuánafogyasztás eufemizmusa.

## Jövőbeli visszautalások
- Jövőbeli Ted elmondja, hogy a kecskés sztorira már nem kell sokat várni: ez "Az ugrás" című részben történik meg.
- Az epizód végi előretekintésben, ahol a 3-5 évvel későbbi Eriksen-hálaadás látható, nincs ott Marshall apja, ami előrevetíti a "Rossz hír" című epizódot. Az asztalon ott látható továbbá a híres hétrétegű saláta.
- Robin "A tökéletes hét" című részben is megemlíti, hogy vonzódik a hokijátékosokhoz.

## Érdekességek
- Az eredeti változatban az epizód kezdetén Barney pusztán 1970-es és 1980-as években készült, feketékről szóló szituációs komédiák címeivel imitál egy beszélgetést. A magyar változatban ezt lecserélték, és helyette John Travolta-filmek címeit használja.

## Vendégszereplők
- Will Sasso - Doug Martin
- Charlene Amoia - Wendy, a pincérnő
- Davis Cleveland - Andy
- Ethan Dizon - Ben
- Ned Rolsma - Marcus Eriksen
- Robert Michael Ryan - Marvin Eriksen Jr.
- Sarah Campbell - Esmerelda
- Courtney Ray Geigle - 1. fickó
- Andy Hoff - 2. fickó
- Kate Mansi - Amanda

## Zene
- Dave Davies - This Man He Weeps Tonight
- The Foreskins - Murder Train